# Robert Siatka
Robert Siatka est un footballeur international français né le 20 juin 1934 au Martinet (Gard). Il mesure 1,78 m pour 78 kg. Il a fait l'essentiel de sa carrière comme milieu de terrain au Stade de Reims. Comptant une seule et unique sélection avec l'équipe de France, il participa à l'Euro 1960 où les Bleus termineront 4e.
Une rue du Martinet porte son nom.

## Carrière

### Joueur
- avant 1953 : Olympique alésien (33 matches et 1 but en Division 2)
- 1953-1963 : Stade de Reims (259 matches et 17 buts en Division 1)
- 1963-1965 : FC Nantes (48 matches et 1 but en Division 1)
- 1965-1968 : Olympique avignonnais (entraîneur-joueur) (92 matches en 6 buts en Division 2)
- 1970-1972 : FC Bourges (D2) (entraîneur-joueur) (11 matches et 2 buts en Division 2)

### Entraîneur
- Olympique avignonnais (1968-1970)
- FC Bourges (1970-1972 et 1973-1974)

## Palmarès
- International A (1 sélection en 1960, contre la Tchécoslovaquie)[2]
- Champion du Monde Militaire en 1957
- Champion de France en 1955, 1958, 1960 et 1962 avec le Stade de Reims et en 1965 avec le FC Nantes
- Vainqueur de la Coupe de France en 1958 avec le Stade de Reims
- Vainqueur de la Coupe Charles Drago en 1954 avec le Stade de Reims
- Vainqueur du Challenge des champions en 1955, 1958 et 1960 avec le Stade de Reims
- Finaliste de la Coupe Latine en 1955 avec le Stade de Reims
- Finaliste de la Coupe d'Europe des Clubs Champions en 1956 et 1959 avec le Stade de Reims
- 307 matches et 18 buts en championnat de France de Division 1